# Joshua Friedel
Joshua Friedel (ur. 3 grudnia 1986 w Goffstown w stanie New Hampshire) – amerykański szachista, arcymistrz od 2008 roku.

## Kariera szachowa
W szachy gra od 3. roku życia. W wieku 8 lat zwyciężył w otwartych mistrzostwach stanu New Hampshire amatorów. Po zdobyciu tytuł mistrza (w wieku 14 lat) współpracował z Larry Christiansenem, Grigorijem Kajdanowem i Aleksandrem Goldinem). W 2001 zwyciężył w turnieju Pan American Open, a w 2003 podzielił I m. w turnieju Eastern Chess Congress. W latach 2002–2004 trzykrotnie reprezentował Stany Zjednoczone na mistrzostwach świata juniorów (dwukrotnie w kategorii do 16 lat, jak również do 18 lat). Trzykrotnie zwyciężył w mistrzostwach stanu New Hampshire oraz dwukrotnie – stanu Kalifornia.
Normy na tytuł arcymistrza wypełnił w latach 2005 (I m. w Berkeley przed m.in. Jaanem Ehlvestem, Johnem Fedorowiczem i Aleksiejem Jermolinskim), 2006 oraz 2008 (w obu przypadkach podczas indywidualnych mistrzostw Stanów Zjednoczonych). Do innych jego sukcesów należą m.in. I m. w turnieju Samford Scholarship (2007), III m. (za Jaanem Ehlvestem i Aleksandrem Iwanowem) w mistrzostwach Ameryki w Boca Raton (2008), dz. I m. w Toronto (2009, wspólnie z Batorem Sambujewem) oraz dz. III m. São Paulo (2009, mistrzostwa Ameryki, za Aleksandrem Szabałowem i Fidelem Corralesem Jiménezem, wspólnie z m.in. Gilberto Milosem i Julio Grandą Zunigą).
Najwyższy ranking w dotychczasowej karierze osiągnął 1 stycznia 2018, z wynikiem 2562 punktów.